# Štěpán Zeman
Štěpán Zeman (* 9. Mai 1997) ist ein tschechischer Handballspieler.

## Karriere

### Im Verein
Štěpán Zeman begann seine Karriere in der ersten tschechischen Liga beim HC Zubrí. Zur Saison 2019/20 wechselte der 2,02 Meter große Kreisläufer und Mittelblockspieler zum deutschen Zweitligisten HSC 2000 Coburg. Zur Saison 2021/2022 wechselte Zeman zum Ligakonkurrenten VfL Gummersbach. Am Ende der Saison stieg der Verein in die 1. Bundesliga auf.

### In Auswahlmannschaften
Im Alter von nur 19 Jahren wurde Zeman erstmals in die tschechische Nationalmannschaft berufen. Mit der Nationalmannschaft nahm er an der Europameisterschaft 2018 und 2020 teil. Er stand im Kader für die Europameisterschaft 2024 und belegte mit Tschechien den 15. Platz. Bei der Weltmeisterschaft 2025 warf er zwei Tore in sechs Spielen und kam mit der Auswahl auf den 19. Rang.